# Saint Christophe (atelier de Bosch, Nantes)
Pour les articles homonymes, voir Saint Christophe.
Saint Christophe est un tableau du XVIe siècle conservé au musée Dobrée à Nantes et attribué à l'atelier de Jérôme Bosch.

## Description
Peint à l'huile sur un panneau de chêne, le tableau mesure 42,3 cm de haut sur 26,5 de large. Il était originellement plus grand, mais il a été scié sur trois côtés. Des armoiries ont été peintes au revers mais leur état de conservation ne permet pas d'identifier les commanditaires de l’œuvre.
Le tableau est consacré au thème pictural chrétien de Saint Christophe portant l'Enfant Jésus, popularisé au Moyen Âge par La Légende dorée de Jacques de Voragine.
Occupant la majeure partie de la surface du tableau, le géant Christophe traverse un fleuve en s'aidant d'un bâton. Vêtu d'une tunique verte laissant ses jambes nues et d'une cape rouge pâle ou rose dont les draperies s'animent sous l'effet du vent, il ploie un peu sous le poids étonnamment lourd de l'enfant Jésus qu'il porte sur ses épaules. L'enfant, nu comme un nouveau-né et nimbé de rayons d'or crucigères, effectue un geste de bénédiction de la main droite.
Les deux rives du fleuve sont visibles en arrière-plan, dans le tiers supérieur du tableau. Sur la rive gauche, que Christophe vient de quitter, on voit l'ermite qui avait conseillé au géant d'aider les voyageurs à franchir le fleuve. Près du vieil homme, qui s'appuie sur une canne et tient une lanterne (rappel du caractère nocturne de la scène), on aperçoit un petit bâtiment, probablement son ermitage.
Bien que la surface de l'eau paraisse inerte, on voit au second plan un bateau en train de faire naufrage. Au premier plan, qui semble avoir été tronqué lors du redimensionnement du panneau, on aperçoit un combat de petits démons en armures, qui font probablement écho à l'armée infernale que Christophe avait ralliée avant de découvrir que le diable était moins puissant que le Christ.

## Historique
En 1967, année de sa première présentation au public, le panneau appartenait à la collection Omnès. Il a été acquis par le musée Dobrée en 1978 (numéro d'inventaire 978.9.1).

## Attribution
Lors de son prêt à la grande exposition Bosch organisée à Bois-le-Duc à l'automne 1967, le tableau a été présenté comme une œuvre issue de l'entourage immédiat du maître et possiblement réalisée par un élève de celui-ci.
En 1980, Gerd Unverfehrt (d) le place dans un groupe d’œuvres qu'il considère comme de probables réalisations de l'atelier de Bosch avant 1510. Il en juge la réalisation légèrement postérieure à celle du Saint Christophe de Rotterdam, qu'il datait vers 1500-1505, alors qu'il est aujourd'hui considéré comme une œuvre des années 1490-1500, ou 1495-1500.
Le panneau nantais semble d'ailleurs être la dérivation la plus directe et la plus précoce du tableau de Bosch conservé à Rotterdam.
|                                                                                  |  |
| Comparaison du Saint Antoine de Norfolk (nl) avec le Saint Christophe de Nantes. |  |

Le tableau est stylistiquement et iconographiquement très proche d'une œuvre aux dimensions similaires, le Saint Antoine (nl) conservé au Chrysler Museum of Art de Norfolk (Virginie). On peut par conséquent imaginer qu'ils ont pu appartenir à un même polyptyque, dont ils auraient alors constitué les volets latéraux. Les deux panneaux représentent sous le même angle des paysages assez sommaires et se concentrent sur un personnage d'ascète dont la foi est mise à l'épreuve par l'irruption de petits personnages démoniaques symbolisant la tentation.
Frédéric Elsig (d) estime que ces deux œuvres, ainsi que le Saint Christophe du Conventet de Pedralbes (d) à Barcelone, pourraient appartenir au même milieu, qu'il rapproche plutôt des productions anversoises du début des années 1520.